# Миленово
Миленово (произношение в местния говор Миленау) е антична крепост, разположена край неврокопското село Абланица, България.
Крепостта е разположена на 4,08 km югозападно от центъра на Абланица, близо до левия бряг на Места и е охранявала пътя покрай реката. Нагоре по Места, край Блатска, е крепостта Хисар, а на другия бряг на Места е крепостта Свети Димитър. Запазени са останки от крепостната стена.